# 카마수트라
카마수트라(산스크리트어: कामसूत्र)는 고대 인도의 성애(性愛)에 관한 문헌이다. 바츠야야나의 저술로 산스크리트어로 된 운문으로 쓰였으며, 고대 인도의 도시 생활, 각종 기예(技藝), 남녀 생활상, 성애의 기교와 미약(媚藥) 등에 관해서 기술하고 있으며, 같은 이름이 들어간 사랑의 신인 카마데바와는 관련이 없는 책이다.
카마수트라에서 서술한 성교의 자세는 총 108개이다.

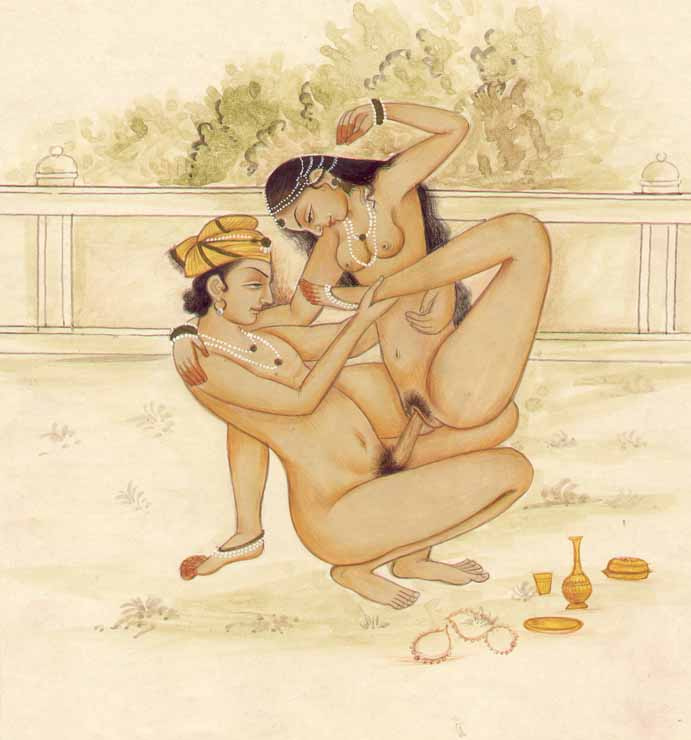
카마수트라 중 한장면

## 같이 보기
- 아가